# Гладка мека костенурка
Apalone mutica е вид влечуго от семейство Мекочерупчести костенурки (Trionychidae). Възникнал е преди около 0,3 млн. години по времето на периода кватернер. Видът е незастрашен от изчезване.

## Разпространение
Разпространен е в САЩ (Айова, Алабама, Арканзас, Западна Вирджиния, Илинойс, Индиана, Канзас, Кентъки, Луизиана, Мисисипи, Мисури, Небраска, Ню Мексико, Оклахома, Охайо, Пенсилвания, Северна Дакота, Тексас, Тенеси, Уисконсин, Флорида и Южна Дакота).